# Torredembarra és Creixell
Torredembarra és Creixell Els Montanyans-Grog néven is ismert. 62 hektáron terül el a Katalán tengerparton. Az utolsó terület Katalóniában, amelyet természetvédelmi területként tartanak számon dűnékkel határolt természetes tengerpartja miatt.

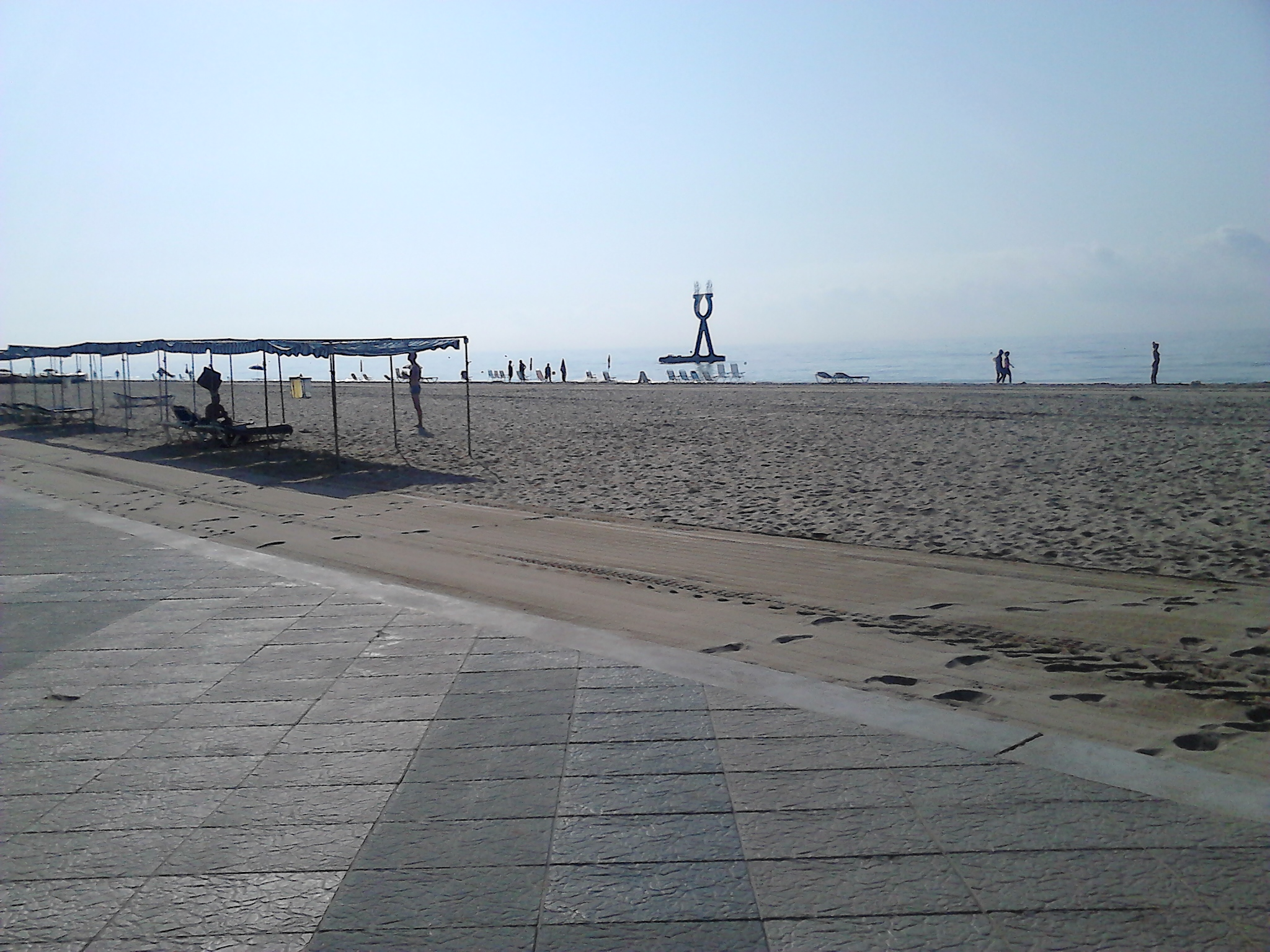

## Elhelyezkedése
A két város Tarragonától 14 km-re északra, és Barcelónától 90 km-re délre találhatóak. Altafulla és Roda de Berá határos községeik.Közvetlenül a part mellett húzódó vasút vonalat a Rodalies társaság birtokolja, melynek segítségével a turisták  számára is könnyen megközelíthető. A part teljes hossza 3.5 km, szélessége 100-300 között ingadozik területtől függően.

## Története
Torredembarra

A múltban csupán 35 hektáron terült el, de így is turisztikai központnak számított, emiatt azonban hatalmas környezeti károkat szenvedett el. Restaurációja és védelme 1992-ben kezdődött, amikor megszerezték a természetvédelmi terület státuszt.Ekkor betiltották az autós forgalmat és gyalogos útvonalakat építettek ki, illetve életbe léptettek a természetvédelmi intézkedéseket az ott élő növények és állatok védelmének érdekében.

Creixell

Creixell része El Gorg, amely egy mocsaras vidék Torredembarra és Roda de Berá között. A vidéket járva színes flamingók portyázása is megfigyelhető. 2005 óta a két terület nem egy természetvédelmi zónába tartozik.

## Éghajlat
Az éghajlat mérsékelten mediterrán. Enyhe telek és meleg nyarak jellemzik, a csapadék kevés és rendszertelen egész nyáron. Mennyiségét a tenger és a szél befolyásolja. A terület specifikuma az un. "llevantades", amely nem más mint zivatarok kíséretében jelentkező erős keleti, észek-keleti szélviharok. Ezen a területen megszokottak, szemléletes példa arra, "hogyan öntsünk sok vizet kevés idő alatt." Nyáron a sok intenzív vihar miatt előfordul elektromos aktivitás, amelyet kísérhet záporeső vagy akár jégeső. Ezek tartománytól függően néhány percig vagy óráig is eltarthatnak.

## Ökológia

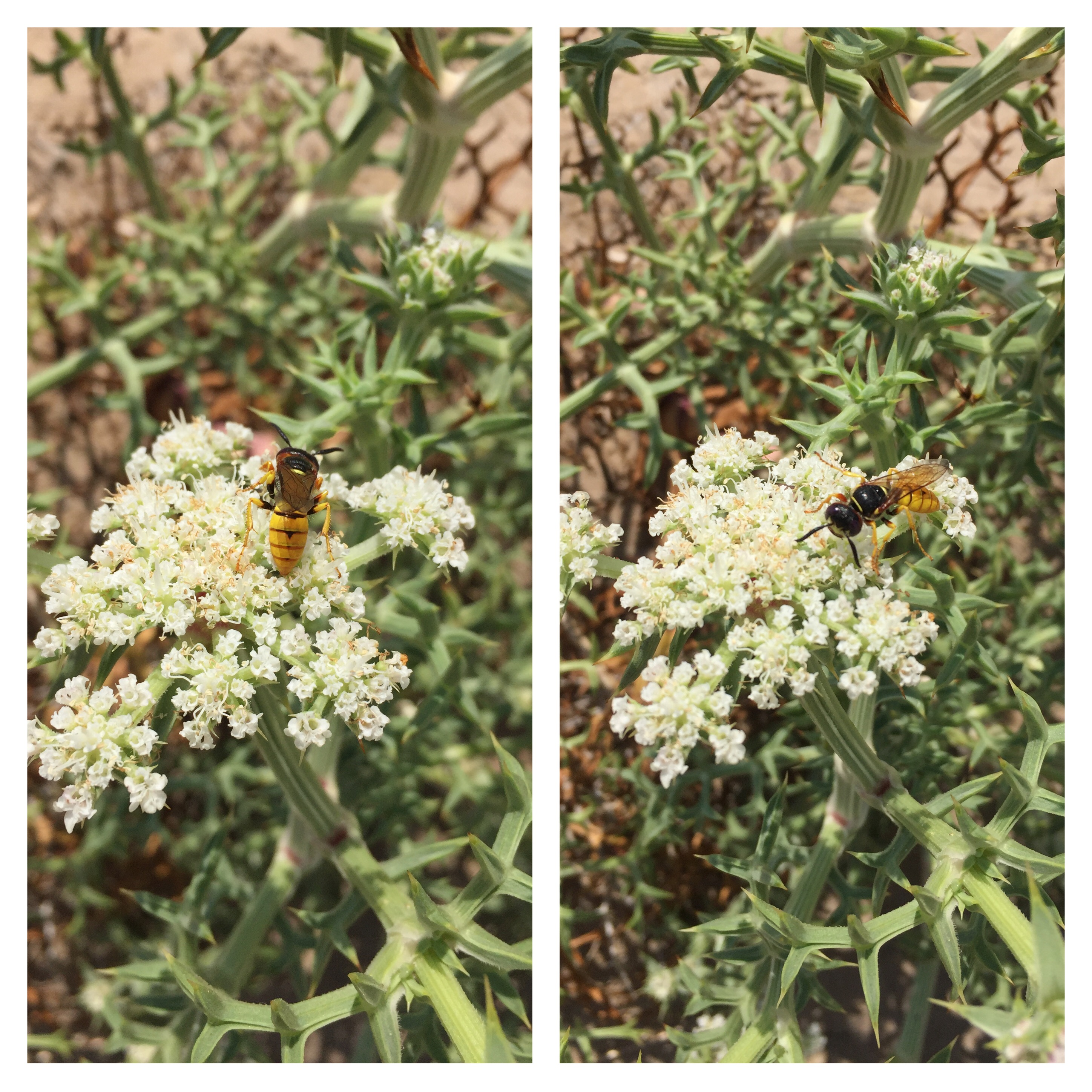

A tengerparton közvetlenül megtalálható dűnék(kisebb-nagyobb homok hegyek) nyújtanak némi tápanyagot itt meghonosodott növényeknek és állatoknak. Védelmük ezért nagyon fontos. Ezt a feladatot látja el a helyi természetvédelmi szervezet az El Gepec-EdC.
A terület érdekessége, hogy a tavak és tengervíz keveréke olyan különleges elegyet alkot, amely által változatos növény-és állatvilág alakult ki. Ez igen ritka ilyen típusú környezetben.

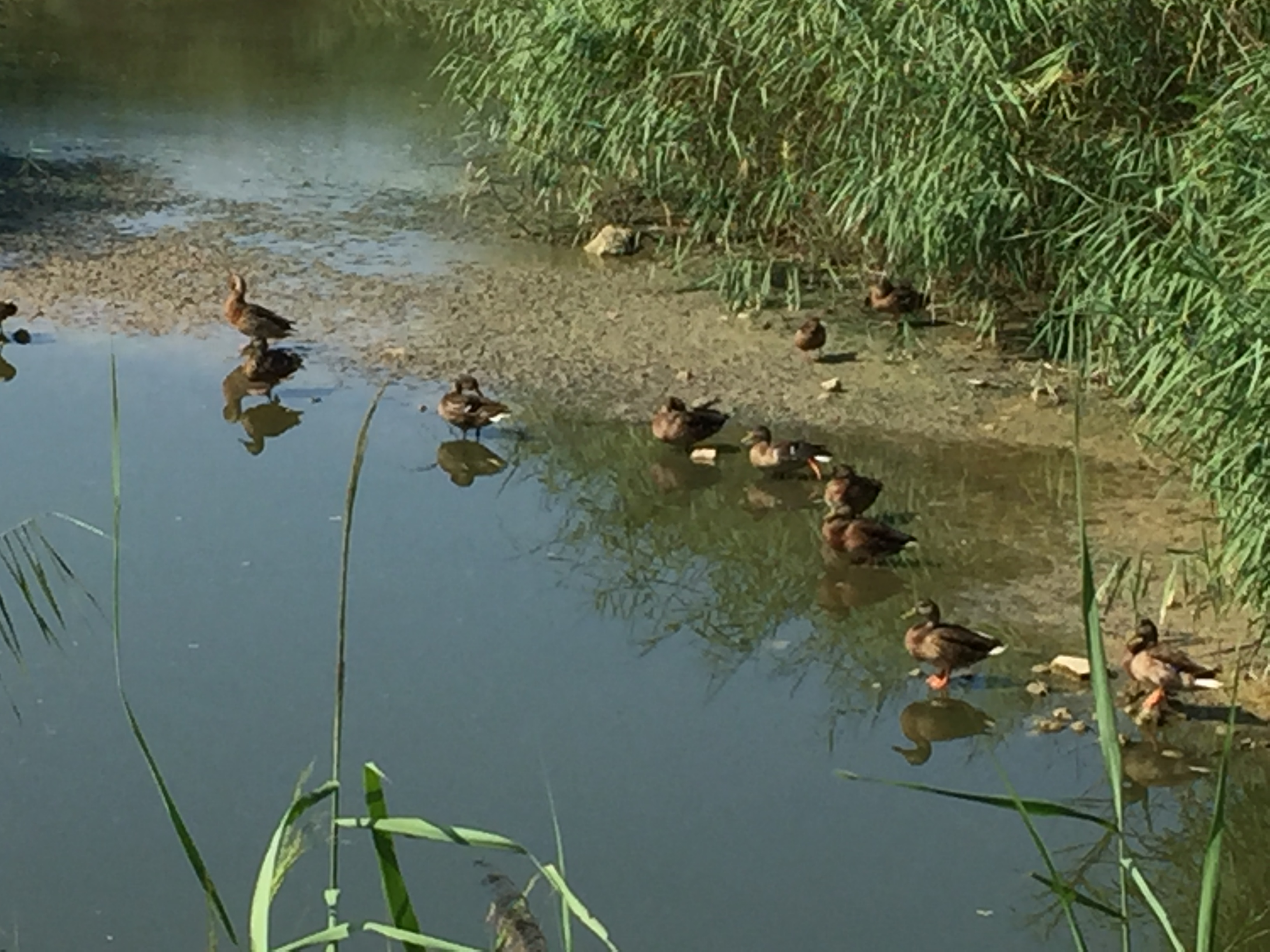

## Emberi aktivitás
A legnagyobb kihívást a terület megőrzése és védelme jelenti, amely különösen nehéz nyáron a turista szezon ideje alatt, amikor néhány nap alatt többezres a terület látogatottsága. Sajnos számtalan példa van arra, hogy a turisták nem tisztelik a környezetet és a turista útvonalakat nem tartják be, rongálják. Ez viszont a dűnék eróziójához vezet, amely hatással van a bioszférára is. Például az egyik ismertebb madár faj(Charadrius alexandrinus) ezen a területen fészkel és táplálkozik, ám évente 21-ből 1 madár éli túl az emberi jelenlét hatásait.

Tovább rontja a helyzetet, hogy a vonat közelében jelentős a kempingek száma, amely tovább pusztítja a környezetet, ezért szükség van egy biológiai folyosóra, amely helyrehozza az adott károkat és segíti az emberek és környezet együttélését. Ez a feladat azonban nem könnyű. Jelenleg is folyamatban van a Mountanyans II. projekt, amely célja több mint, 500 új lakást építeni. Ennek azonban újabb káros hatásai lesznek a környezetre nézve.

Bővebben a terület megóvásának módjairól és az aktivisták munkájáról itt olvashatsz: http://gepec.cat/ 

## Montanyans I.-II.
A területet hivatalosan ketté osztották Montanyans I. és II.-re, amely két külön települést jelöl, de földrajzilag nem esnek távol egymástól. A Montanyan I. nevezetű települést 2003-ban kezdték el kiépíteni, amely 400 új lakóépület átadásával zárult. 
Montanyans II. projekt megvalósítása jelenleg is folyamatban van. Az építési terveket először 2004-ben nyújtották be, de akkor az árvíz veszély miatt a terveket elutasították. Az új terv azonban már tartalmazta a biztonsági terveket, így 2006-ban sikerült elfogadtatni a terveket a hatóságokkal, igazgatóságokkal.
A torredembarrai polgálmester próbálta megvédeni a Montanyans II. területét úgy, hogy megvásárolja a területet a Környezetvédelmi Minisztériumtól, de végül a tervezett felvásárlás nem történt meg.  2009-ben a gazdasági válság miatt végül az építkezés leállt, így az önkormányzatnak sikerült egy kis időt nyernie, hogy kidolgozhassa a természetvédelmi terület megóvásáról szóló tervét. Ennek eredményeképpen 2014-ben végleg egyesítették a két terület természetvédelmi terület részeit.